# Gottikere
Gottikere là một thị xã của quận Bangalore thuộc bang Karnataka, Ấn Độ.

## Nhân khẩu
Theo điều tra dân số năm 2001 của Ấn Độ, Gottikere có dân số 11.149 người. Phái nam chiếm 54% tổng số dân và phái nữ chiếm 46%. Gottikere có tỷ lệ 70% biết đọc biết viết, cao hơn tỷ lệ trung bình toàn quốc là 59,5%: tỷ lệ cho phái nam là 75%, và tỷ lệ cho phái nữ là 63%. Tại Gottikere, 12% dân số nhỏ hơn 6 tuổi.